# Angelika Gundlach
Angelika Gundlach (* 9. April 1950 in Hamburg; † 18. August 2019) war eine deutsche Übersetzerin.

## Leben
Angelika Gundlach lebte als freie Übersetzerin in Frankfurt am Main. Sie übersetzte Romane, Essays, Gedichte und Dramen aus dem Schwedischen, Norwegischen, Dänischen und Isländischen ins Deutsche; in den Achtziger- und Neunzigerjahren des 20. Jahrhunderts wirkte sie als Herausgeberin mit an einer neuen, unvollendet gebliebenen deutschsprachigen Ausgabe der Werke August Strindbergs. 1996 erhielt sie einen Übersetzerpreis der Schwedischen Akademie.

## Herausgeberschaft
- August Strindberg, nichts als Dichter, Frankfurt am Main 1980
- Der andere Strindberg, Frankfurt am Main 1981(herausgegeben zusammen mit Jörg Scherzer)
- August Strindberg: Werke in zeitlicher Folge, Frankfurt am Main [u. a.]
  - 4. 1886, 1984
  - 5. 1887–1888, 1984
  - 8,1. 1898–1900, 1992
  - 8,2. 1898–1900, 1992
  - 10. 1903–1905, 1987

## Übersetzungen
- Vita Andersen: Welche Hand willst du? Frankfurt am Main 1991
- Auður Ava Ólafsdóttir: Weiß ich, wann es Liebe ist. Berlin 2011
- Anna Bergmark: Ein praktischer Mann. Bern 2001
- Einar Már Guðmundsson: Engel des Universums. München 1998
- Einar Már Guðmundsson: Fußspuren am Himmel. München 2001
- Per Olov Enquist: Aus dem Leben der Regenwürmer. Frankfurt am Main 1982
- Per Olov Enquist: In der Stunde des Luchses, Frankfurt am Main 1989
- Per Olov Enquist: Verdunklung, Frankfurt am Main 1980
- Monika Fagerholm: Wunderbare Frauen am Wasser, Wien 1997
- Ingrid Hedström: Die Gruben von Villette, Berlin 2011
- Ingrid Hedström: Die toten Mädchen von Villette, Berlin 2010
- Helena Henschen: Im Schatten eines Verbrechens, Frankfurt am Main 2005
- Peter Høeg: Der Plan von der Abschaffung des Dunkels, München 1995
- Ninni Holmqvist: Die Entbehrlichen, München 2008
- Ninni Holmqvist: Die Verführten. Frankfurt am Main 2004
- Peer Hultberg: Brief, Salzburg 2010
- Peer Hultberg: Eines Nachts, Salzburg 2007
- Peer Hultberg: Selbstbiografie, Salzburg 2010
- Peer Hultberg: Spurweiten, Salzburg 1997
- Peer Hultberg: Die Stadt und die Welt, Salzburg 2008
- Henrik Ibsen: Ein Puppenheim, Frankfurt am Main 1978
- Ida Jessen: Das Erste, woran ich denke, Berlin 2011
- Ida Jessen: Leichtes Spiel, Frankfurt am Main 2008
- Jan Kjaerstad: Der Eroberer. Köln 2002
- Jan Kjærstad|Jan Kjaerstad: Rand, Frankfurt am Main 1994
- Jan Kjærstad|Jan Kjaerstad: Der Verführer, Köln 1999
- Willy Kyrklund: Vom Guten, Frankfurt am Main 1991
- Olof Lagercrantz: Die Kunst des Lesens und des Schreibens. Frankfurt am Main 1988
- Olof Lagercrantz: Marcel Proust oder Vom Glück des Lesens. Frankfurt am Main 1995
- Olof Lagercrantz: Mein erster Kreis, Frankfurt am Main 1984
- Olof Lagercrantz: Reise ins Herz der Finsternis, Frankfurt am Main 1988
- Olof Lagercrantz: Strindberg. Frankfurt am Main 1980
- Olof Lagercrantz: Vom Leben auf der anderen Seite, Frankfurt am Main 1997
- Sigurd Mathiesen: Das unruhige Haus, Frankfurt am Main 1999
- Henriette E. Møller: Jelne, Frankfurt am Main 2009
- Atle Naess: Caravaggios Flucht, Frankfurt 2003
- Lars Norén: Dämonen, Frankfurt am Main 1984
- Lars Norén: Eintagswesen, Frankfurt am Main 1989
- Lars Norén: Nacht, Mutter des Tages. Chaos ist nahe bei Gott. Frankfurt am Main 1987
- Lars Norén: Nachtwache, Frankfurt am Main 1985
- Lars Norén: Stücke der 90er Jahre. Reinbek 1996
- Per Odensten: Gheel. Frankfurt am Main 1984
- Geir Pollen: Hutchinson's Nachf. Frankfurt am Main 2001
- Geir Pollen: Wenn die gelbe Sonne brennt, Frankfurt am Main 2006
- Staffan Seeberg: Der Wald von Grönland, Frankfurt am Main 1981
- August Strindberg: Am offenen Meer, Hamburg 2013
- August Strindberg: Das blaue Buch, Frankfurt am Main 2005
- August Strindberg: Die Hemsöer, Hamburg 2013
- August Strindberg: Der romantische Küster auf Rånö, Frankfurt am Main 1986
- August Strindberg: Der Todestanz, Frankfurt am Main 1981
- August Strindberg: Verwirrte Sinneseindrücke, Amsterdam 1998
- Kirsten Thorup: Bonsai, Frankfurt 2005
- Kirsten Thorup: Niemandsland, Frankfurt am Main 2007
- Carl-Johan Vallgren: Ein Barbar in Berlin. Berlin 2000
- Carl-Johan Vallgren: Für Herrn Bachmanns Broschüre. München 2001
- Carl-Johan Vallgren: Geschichte einer ungeheuerlichen Liebe. Frankfurt am Main 2004
- Carl-Johan Vallgren: Der Kontrakt des Spielers. München 1999
- Carl-Johan Vallgren: Kunzelmann & Kunzelmann. Frankfurt 2009